# Saint-Tugdual
 Saint-Tugdual  (en bretón Sant-Tudal) es una población y comuna francesa, situada en la región de Bretaña, departamento de Morbihan, en el distrito de Pontivy y cantón de Guémené-sur-Scorff.

## Demografía
| 759 | 638 | 556 | 525 | 444 | 398 |
| Para los censos de 1962 a 1999 la población legal corresponde a la población sin duplicidades (Fuente: INSEE [Consultar]) |     |     |     |     |     |